# ユビキタス社会
ユビキタス社会（）とは「いつでも・どこでも・何でも・誰でも」がコンピュータネットワーク、インターネットを初めとしたネットワークにつながることにより、様々なサービスが提供され人々の生活をより豊かにする社会である。
「いつでも、どこでも」とはパソコンによってネットワークにつながるだけでなく、携帯情報端末をはじめ屋外や電車・自動車等、あらゆる時間・場所でネットワークにつながる事であり、「何でも、誰でも」とはパソコン同士だけでなく家電等のあらゆる物を含めて、物と物、人と物、人と人がつながることである。
ユビキタス（Ubiquitous）とは、ラテン語で「遍在する」「どこにでもある」という意味である。

## ユビキタス社会と関連

### 日本における国家戦略
日本国内においてユビキタス社会を推進するためのさまざまなプロジェクトが2000年代半ばまでに誕生している。ここでは、その概要を示す。
- e-Japan (2000〜2005)
  - デバイス、ブロードバンド環境を整備し、IT化を促進した。最終答申では、「いつでも、どこでも」という言葉が使われている。
- u-Japan (2004〜2008)
  - u-Japanとは、「ユビキタスネットジャパン」と呼び、「ユビキタスネットワークが実現した社会」を目指す戦略である。
  - u-Japanの"u"は、Ubiquitous / Universal / Unique / User-oriented をイメージしている。
  - 総務省は研究機関、企業に、さまざまな研究を委託し、ICT（情報通信技術）を促進している。

#### e-Japanの委託研究
- やおよろずプロジェクト (2002〜2005)
  - 「横断的科学によるユビキタス情報社会の研究」の通称。
  - 株式会社日立製作所システム開発研究所、慶應義塾大学、東京工科大学、東京大学、文部科学省メディア教育開発センター (NIME) 、株式会社ユーディットが参加。

#### u-Japanの委託研究
- 電子タグの高度利用活用技術に関する研究開発 (2004〜2007)
  - シームレス・タグ情報管理技術 / 相互変換ゲートウェイ技術 / セキュリティ適応制御技術を確立する。
  - エヌ・ティ・ティ・コミュニケーションズ株式会社、日本アイ・ビー・エム株式会社、株式会社NTTデータ、NEC（日本電気株式会社）、株式会社東芝、横河電機株式会社が参加。
- ユビキタスセンサーネットワーク技術に関する研究開発 (2005〜2007)
  - ユビキタスセンサーノード技術 / センサーネットワーク制御管理技術 / リアルタイム大容量データ処理・管理技術を確立する。
  - ユビキタスプラットフォームとして、UCRモデル (ubiquitous code relation model) を提唱している。
  - 三菱電機株式会社情報技術総合研究所、松下電器産業株式会社、パナソニックシステムソリューションズ社が参加。
- アジア・ユビキタスプラットフォーム技術に関する研究開発 (2005〜2007)
  - 状況情報処理を実現するユビキタスプラットフォームを策定し、アジア地区でのユビキタスコンピューティングの実証実験を行う。
  - ユビキタスプラットフォームとして、UCRモデル (ubiquitous code relation model) を提唱している。
  - YRPユビキタス・ネットワーキング研究所が参加。

### その他のプロジェクト
- uPlatea
  - ユビキタスネットワーク社会を目指した、トータルなネットワークシステムの研究開発。「Ubilaプロジェクト」の実証実験拠点。
  - 株式会社KDDI研究所、九州工業大学、KDDI株式会社、東京大学、NEC（日本電気株式会社）、富士通株式会社、慶應義塾大学が参加、株式会社内田洋行が技術協力。
- 自律移動支援プロジェクト[2]
  - 国土交通省推進の下、産・学・官・民が連携、場所情報を提供し、障害者、高齢者をはじめ、すべての人の移動の支援を行う目的ではじまったプロジェクトである。